# Panagropsis muricolor
Panagropsis muricolor är en fjärilsart som beskrevs av W. Warren 1897. Panagropsis muricolor ingår i släktet Panagropsis och familjen mätare. Inga underarter finns listade i Catalogue of Life.